# Burgstall Keilberg
Der Burgstall Keilberg ist eine vermutete abgegangene früh- bis hochmittelalterliche Spornburg auf einem Spornplateau des 547,2 m ü. NHN hohen Keilbergs bei Offenhausen im Landkreis Nürnberger Land in Bayern.
Im Jahre 1955 wies der Nürnberger Burgenforscher Hellmut Kunstmann in einer Veröffentlichung auf die Burgstelle auf dem nach Nordosten vorgeschobenen markanten Bergsporn des Keilbergs hin und vermutete eine früh- bis hochmittelalterliche Turmburg. Heute ist noch die gut erhaltene Graben-Wall-Anlage zum Bergsporn hin erhalten.
Bei Grabungen 2005/06 wurden auf der vermuteten Burgstelle die Grundmauern der als Dank für das Überleben der Pest 1436 errichteten und im Jahr 1448 den beiden Heiligen Sankt Otmar und Sankt Ottilie geweihten Keilbergkapelle ergraben.
Der Burgstall wurde vom Bayerischen Landesamt für Denkmalpflege (BLfD) als Bodendenkmal „Mittelalterlicher Burgstall“ (D-5-6534-0107) ausgewiesen.